# 大江慎也
大江 慎也（おおえ しんや、1958年9月30日 - ）は、日本のミュージシャン。1980年代に主に活動したバンド「ルースターズ」のボーカリストとして知られる。

## 略歴

### 幼少期
公務員の父と小学校教諭の母の下、出生名「上野 慎也」として福岡県北九州市八幡西区黒崎の八幡厚生年金病院で生まれ、同市若松区で育つ。両親のことを「お父様」「お母様」と呼ぶようしつけられて育ち、幼稚園の時にはヴァイオリンを習い、3歳の時には英語のアルファベットを覚えて言えるようになっていた。
9歳の時、父の愛人問題が原因で両親が離婚したため母方の籍に入り、大江慎也となる。以後は教員として働く母に育てられた。小学校時代は学業やスポーツや図画工作に秀でた人気者だったが、両親の離婚で苗字が変わったことがきっかけでいじめを受けるようになる。
緑ヶ丘幼稚園、北九州市立二島小学校を経て、熊本にあるカトリック系の中高一貫校である熊本マリスト学園中等部に進む。同校では級長と副級長を務めたが、複数の先輩から同性愛の相手として言い寄られ、やがて寮生活の厳しさに疲れると共に勉強漬けの生活に嫌気がさし、1年で自主退学。
北九州市立向洋中学校に転入学した頃から、ビートルズ、ローリング・ストーンズ、ヴェルヴェット・アンダーグラウンド、ドアーズ、T・レックスなどを聴くようになる。卒業後は福岡県下で有数の進学校である福岡県立東筑高等学校に進む。このころ、中学の同級生が組んだアマチュアバンド「薔薇族」にギタリストとして参加。中学と高校では楽器を持ち、ジミ・ヘンドリックスの「リトル・ウィング」をコピーして楽しんでいた。後にルースターズでドラムを担当する池端潤二は「薔薇族」の頃からのメンバーだった。
高校時代は勉強しなかったにもかかわらず最初は成績優秀で、「IQが試験の測定値のトップレベルを遥かに上回っている」と教師から告げられたこともあり、九州大学・広島大学・東京大学の受験を考えていた。しかしその後、化粧して学校へ行ったり、突然早退したり、中退を希望して1ヶ月休学したりするようになり、最終的には「大学を卒業しても結局普通の仕事に就くならあまり意味がない」と考え、大学進学をやめて音楽の道に進む。

### ルースターズ時代
薔薇族、人間クラブを経て1979年11月にルースターズを結成。ボーカル・ギターを担当する。1980年にルースターズとしてコロムビアよりデビュー。1982年、石井聰亙監督の映画『爆裂都市 BURST CITY』にて俳優デビュー。劇中の架空のバンドであるバトル・ロッカーズのギタリスト、フライング風戸役として出演した。
しかしその年の10月、『ニュールンベルグでささやいて』を録音し終えた後、ジャケット撮影をしたスタジオの壁に、笑みを浮かべつつ頭を打ちつけるなどの奇行が母に心配されて精神科を受診。神経衰弱により初めて精神科に入院。ライブはキャンセルを余儀なくされ、1983年6月までの半年近くにわたり音楽活動を休止した。その後バンドに復帰するも精神的不調は改善されず、メンバーの入れ替わりも激しくなる。1985年3月に帰郷し福岡の精神科に入院。音楽活動の休養を余儀なくされる。当時は大江に無断で「ルースターズからの脱退」とアナウンスされた。退院後は1年間ほど自宅療養の日々を過ごす。

### 脱退後
1987年、ソロデビュー。このころ結婚（のち離婚）。アルバイトで家庭教師や皿洗いをする。その他、運送会社の仕分けや中華料理店の調理の手伝い、便所掃除、新興住宅地の便槽掘りなどをしたこともある。1990年には「大江慎也＋ONES」を結成。
2000年、福岡県遠賀郡岡垣町の母の家で暮らしていた時、激しい下血により救急車で病院に運ばれ、重度の潰瘍性大腸炎との診断を受け、大腸を全摘出され、人工肛門を形成する。これにより通常のトイレでは排便困難となり、身体障害者手帳の交付を受け、人工肛門を何度も買い、2年間に3回の入院と手術を繰り返し、数百万円を費やした。

### 音楽活動再開
2003年、ルースターズ時代のメンバーにより構成されたバンドROCK'N'ROLL GYPSIESへ数曲作詞で参加。音楽活動を再開する。ROCK'N'ROLL GYPSIESでのレコ発ライブではアンコールに飛び入り参加した。同年10月には新たなバンド「UN」を結成する。メンバーは鶴川仁美(元ザ・ロッカーズ)、小串謙一、坂田紳一(元サンハウス)。
2004年、大江の活動再開を機に周囲のルースターズ再結成への期待が高まる中、ついにルースターズでのラストライブを行うことが発表される。7月に行われたフジ・ロック・フェスティバルのグリーン・ステージでのライブをもって、正式にルースターズは解散。10月、UNのアルバム『KNEW BUT DID NOT KNOW』を発表。ライブを数本行うも、この年をもってUNは解散。
2006年3月8日、活動再開後初のソロアルバムとなる『THE GREATEST MUSIC』を発表。レコーディングには、花田裕之・井上富雄・池畑潤二というルースターズ時代の面々が参加した。発表直後には、発売記念インストアイベントライブを数本行い、サポートギタリストとしてアベフトシが参加した。
2007年、扶桑社の文芸誌『en-taxi』に短篇小説「右を下にして眠ると」（18号）「気違いピエロ」（19号）「STORIED」（20号）を発表。
2009年、ルースターズ名義で、福岡のホールでライブを行う。この模様は「IN THE MOTION」名でDVD化し発表された。
2013年、ルースターズ名義で、福岡のホールでライブを行う。この模様は「eating house」名で、DVD化し、発表。京都のライブハウス「磔磔」でもソロライブを行う。同年10月にも「磔磔」でルースターズ名義の2日間ライブを行う。この模様は「All These Blues」と名付けられ、２枚組DVDで発表された。
2014年4月、「磔磔」でソロライブ。7月、名古屋・栄のライブハウス「名古屋 CLUB QUATTRO」にてルースターズ名義でのライブ。北海道のライブフェス「Join Alive」でもルースターズ名義でのライブを行った。その月の末にはフジロックのグリーンステージで、ルースターズ名義でのライブを行う。この模様はフジテレビNEXTで1時間特別番組として2015年1月に放映された。

## ディスコグラフィー

### シングル
- GREAT BIG KISS（1988年4月）「大江慎也 with ジョニーサンダース」名義

### アルバム
- ROOKIE TONITE（1987年1月）
- HUMAN BEING（1987年8月）
- ALIVE（1987年11月）ライブアルバム
- BLOOD（1988年6月）
- PECULIAR（1989年4月25日）
- 18 YEARS（1989年）
- KALEIDOSCOPE 1986-1989 THE BEST SELECTION REMIX（1989年7月25日）ベストアルバム
- WILL POWER（1990年5月25日）「大江慎也,ONES」名義
- KNEW BUT DID NOT KNOW（2004年10月20日）大江を中心に結成されたバンド「UN(アン)」名義での作品。
- ORIGIN DUO～COUNTERATTACK 大江慎也&花田裕之ACOUSTIC LIVE（2005年9月28日）「大江慎也&花田裕之」名義
- THE GREATEST MUSIC（2006年3月8日）
- THE GREATEST MUSIC iTMS edition（2006年6月28日）上記のCDにボーナストラック2曲を収録。iTunes Storeでの音楽配信限定アルバム。

## 出演

### 映画
- 爆裂都市 BURST CITY（1982年、東映セントラルフィルム）
- 空白ライブ（2024年、パブリックチャンネル）

### ラジオ
- 高塔山ロックフェス 大江慎也の「Sweet Rock Conversation」（LOVE FM）毎週月曜 23:00 - 23:30